# Liste der Baudenkmale in Dambeck
In der Liste der Baudenkmale in Dambeck sind alle Baudenkmale der Gemeinde Dambeck (Landkreis Ludwigslust-Parchim) und ihrer Ortsteile aufgelistet (Stand: Januar 2021).

## Dambeck
| ID | Lage                      | Bezeichnung                                                | Beschreibung | Bild                    |
| -- | ------------------------- | ---------------------------------------------------------- | --- | ----------------------- |
|    | Dorfstraße 14 (Karte)     | Wohnhaus                                                   | | Wohnhaus                |
|    | Dorfstraße 17 (Karte)     | Wohnhaus                                                   | | Wohnhaus                |
|    | Dorfstraße 27 (Karte)     | Stall                                                      | |                         |
|    | Dorfstraße 34 (Karte)     | Wohnhaus                                                   | |                         |
|    | Dorfstraße 54 (Karte)     | Gasthof                                                    | | Gasthof                 |
|    | Dorfstraße 57 (Karte)     | kleines Fachwerkgebäude                                    | | kleines Fachwerkgebäude |
|    | Dorfstraße 58 (Karte)     | ehem. Pfarrhaus                                            | | Weitere Bilder          |
|    | Dorfstraße 69 (Karte)     | Wohnhaus/Remise                                            | | Weitere Bilder          |
|    | Dorfstraße (Karte)        | Gefallenendenkmal 1914/1918                                | | Weitere Bilder          |
|    |                           | Dorfstraße mit Kopfsteinpflasterung                        | |                         |
|    | Dorfstraße (Karte)        | Kirche                                                     | Die evangelische Kirche wurde Ende des 13. Jahrhunderts erbaut. Der massiver Turm wurde wahrscheinlich im 15. Jahrhundert errichtet und hat ein Pyramidendach mit Haube. Im Inneren befindet sich ein Altaraufsatz aus der Mitte des 17. Jahrhunderts, dieser wurde der Kirche leihweise überlassen. Die Kanzel aus Holz wurde 1723 erstellt. | Weitere Bilder          |
|    | Molkereistraße 17 (Karte) | ehem. Molkerei                                             | |                         |
|    | Molkereistraße 20 (Karte) | Wohnhaus                                                   | |                         |
|    | Parkstraße 8 (Karte)      | Speicher                                                   | |                         |
|    |                           | Wegweiserstein (Ecke Molkereistraße, gegenüb. Dorfstr. 33) | |                         |